# Área paisajística protegida de los Beskides
El área paisajística protegida de los Beskides (en checo: Chráněná krajinná oblast Beskydy, abreviado CHKO Beskydy) es la mayor área paisajística protegida de la República Checa. Se encuentra en la parte oriental de las regiones de Moravia-Silesia y Región de Zlín, en la frontera con Eslovaquia. Pertenece íntegramente a los Cárpatos occidentales exteriores, y comprende la mayor parte de la cordillera de los Beskides Moravo-Silesios, una gran parte de la Cordillera Vsetínské vrchy y la parte moravia de la Cordillera Javorníky. En Slovakia, el Área Paisajística Protegida de Kysuce rodea el área.
El área paisajística protegida de los Beskides fue declarada como tal el 5 de marzo de 1973 para proteger las características naturales únicas de la zona tales como bosques primarios bien conservados, prados y pastos ricos en especies y elementos pseudokársticos; pero también su valor estético que es típico para la diversidad de hábitats y que se ha desarrollado a lo largo de siglos de asentamientos humanos, con prados y pastos y aldeas diseminadas a lo largo del área. Muchas especies de plantas y animales raras y protegidas se pueden encontrar en el Área Paisajística Protegida de los Beskides: hay una población estable de linces, osos y lobos.
Oficialmente, tiene una superficie de 1160 km², aunque se ha obtenido una medición más precisa de 1196,96 km² a través de recursos SIG.
Constituye asimismo un área recreativa de relevancia para la región industrial de Ostrava, y cuenta con grandes complejos turísticos en las localidades situadas en las lindes del área: Frýdlant nad Ostravicí, Frenštát pod Radhoštěm, Rožnov pod Radhoštěm, etc.